# Chaspinhac
Chaspinhac là một xã thuộc tỉnh Haute-Loire nam trung bộ nước Pháp. Xã Chaspinhac nằm ở khu vực có độ cao trung bình 815 mét trên mực nước biển.